# MBDA Meteor
De MBDA Meteor is een lucht-luchtraket voor de middellange tot lange afstand met actieve radargeleiding en is het resultaat van de BVRAAM-aanbesteding van de RAF. De raket is aangedreven met twee motoren, een raketmotor om hem op snelheid te brengen en een ramjet voor de rest van het traject.

## BVRAAM
In 1995 nodigde het Britse Ministerie van Defensie bedrijven uit om te bieden op een project genaamd Beyond Visual Range Air-to-Air Missile (BVRAAM) voor een lucht-luchtraket met actieve radargeleiding en een groter bereik dan de AIM-120 AMRAAM. Ook verlangden ze de mogelijkheid tot koers updates via het lancerende vliegtuig of een AWACS vliegtuig.

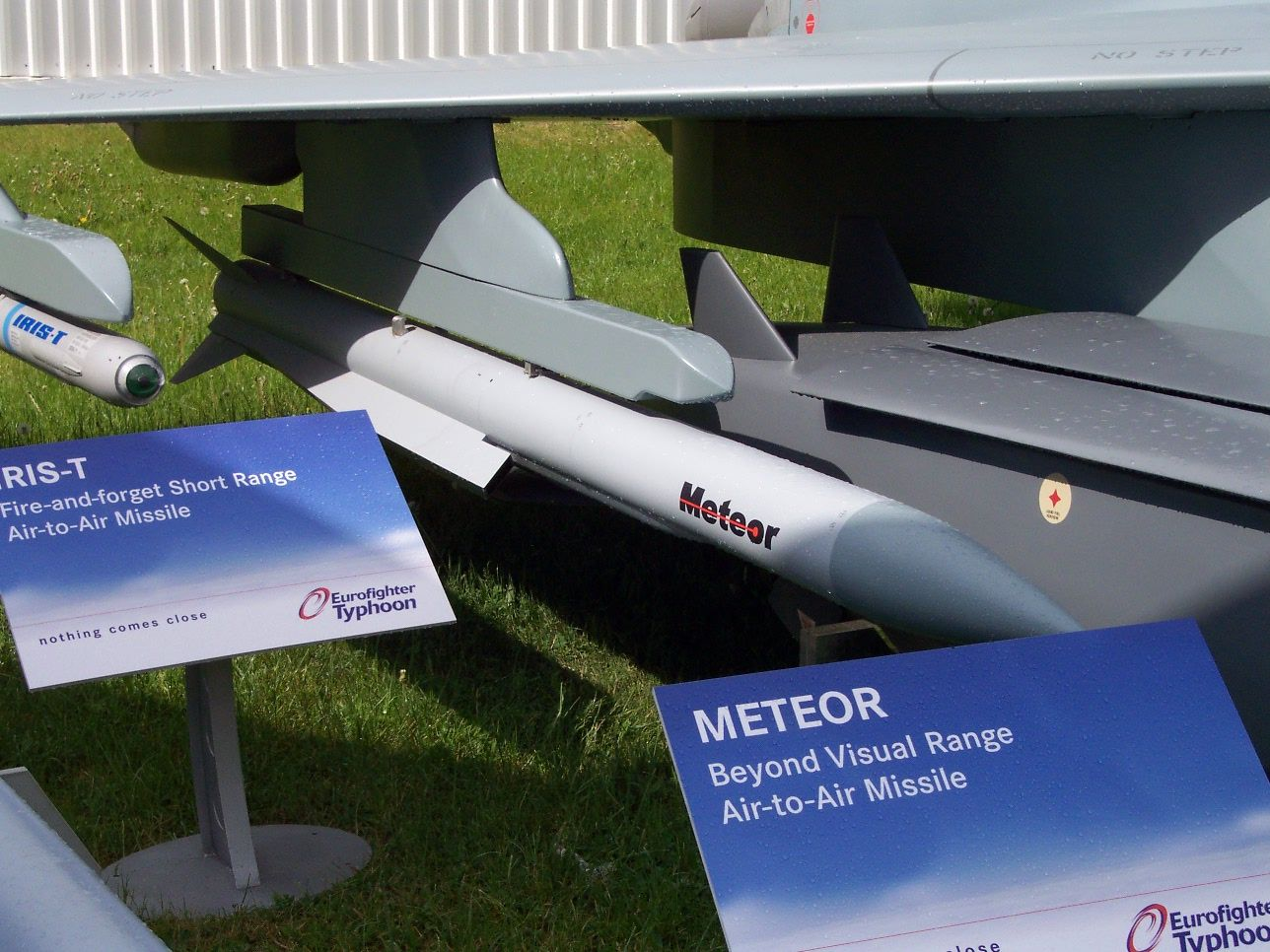
MBDA Meteor

Uiteindelijk boden twee consortia hierop. Hughes (nu Raytheon) bood de Future Medium Range Air to Air Missile (FMRAAM) aan, een verbeterde versie van de AIM-120 AMRAAM. Het andere consortium bestond uit een groep Europese bedrijven en werd geleid door BAE Systems en bood de Meteor aan. Ondanks dat Raytheon al het mogelijke deed om het contract te krijgen, koos de Britse regering in mei 2000 toch voor het Europese consortium MBDA. Het contract van £1,5 miljard garandeert onder andere 4600 banen voor de Britse markt.
Een van de voordelen van een Europese raket is dat het wapen zonder Amerikaanse toestemming kan worden verkocht. Dit voorkomt dat bij bijvoorbeeld de export van een Eurofighter Typhoon-straaljager geen effectieve wapens meegeleverd kunnen worden omdat de Amerikaanse regering geen toestemming verleent. Hoewel de Meteor een Europees project is, is er toch een Amerikaans bedrijf dat ervan kan profiteren. Boeing werkt ook mee aan de Meteor.

## Specificaties
Omdat de Meteor pas rond 2012 in massaproductie ging zijn de onderstaande specificaties niet geheel accuraat.
- Producent: MBDA
- Functie: Lucht-luchtraket voor de middellange tot lange afstand
- Bereik: van 100 km tot meer dan 300 km
- Topsnelheid: Mach 4
- Aandrijving: 1 vastebrandstofmotor en 1 ramjet
- Lanceerplatform:
  - Straaljagers:
    - Eurofighter Typhoon
    - Dassault Rafale
    - Saab JAS-39 Gripen
    - F-35 Lightning II[4]